# Après une lecture du Dante
Fantasia quasi sonata
Après une lecture du Dante : Fantasia quasi sonata est une sonate pour piano en un seul mouvement du compositeur hongrois Franz Liszt. La pièce composée en 1837 est publiée pour la première fois en 1856 dans le second volume des années de pèlerinage. Cette œuvre de musique à programme a été inspirée par la lecture du poème de Victor Hugo « Après une lecture de Dante » (1836), evoquant lui-même un célèbre poème épique de Dante Alighieri, la Divine Comédie. Elle est considérée comme l'une des pièces les plus difficiles du répertoire pianistique. Appelé « le couronnement », c'est une « formidable composition de Liszt »[réf. nécessaire]. Son exécution dure entre 15 et 20 minutes.

## Histoire

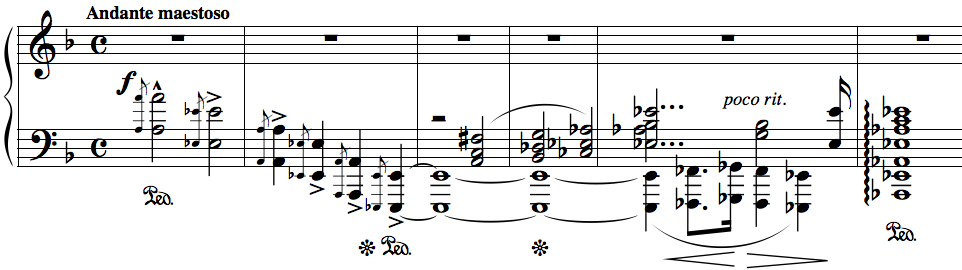
Introduction de la sonate.

La Dante Sonate était à l'origine un petit morceau intitulé Fragment après Dante divisé en deux mouvements thématiques liés que Liszt a composés à la fin des années 1830. Il en a donné une première représentation publique à Vienne en novembre 1839. Quand il s'installe à Weimar en 1849, il révise le travail et le publie en 1856 pour la première fois puis en 1858 dans les Années de pèlerinage.

## Analyse

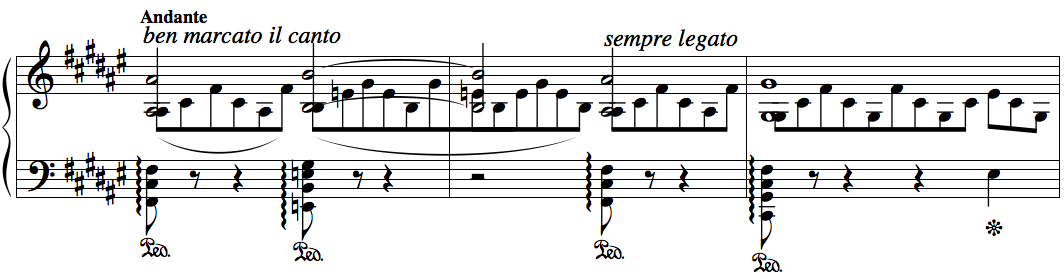
Le second thème de la sonate.

La pièce est divisée en deux thèmes principaux (la forme sonate). Le premier thème chromatique en ré mineur caractérise les lamentations des âmes en Enfer. Le second est un choral béatifique en fa dièse majeur, dérivé du premier thème, qui représente la joie dans le Paradis. 